# 楊暉
楊暉（よう き、ヤン・フイ、 1963年5月12日 - ）は、中華人民共和国の囲碁棋士。上海市出身、中国囲棋協会所属、八段。全国囲棋個人戦女子の部優勝7回、王位戦準優勝、翠宝杯世界女流囲碁選手権戦準優勝など。夫は曹大元九段。

## 経歴
10歳で囲碁を学び、12歳で体育学校、15歳で国家囲棋集中訓練隊に入る。1977、78年に全国囲棋選手権青少年組女子優勝。1980年全国囲棋個人戦優勝、以後3連覇、1998年までに計7回優勝。1982年五段認定。1983年に新体育杯戦で3位。1985年七段、専業棋士となる。1987年、国手戦5位。
1991年八段。1993年世界囲碁選手権富士通杯では中国代表として出場し、1回戦で武宮正樹を破る。1994年王位戦決勝で劉小光に敗れ準優勝。

### タイトル歴
- 全国囲棋個人戦女子部 1980-82、84、91-92、98年
- 全国体育大会囲棋戦女子部 2000年

### その他の棋歴
国際棋戦
- 翠宝杯世界女流囲碁選手権戦 準優勝 1993年
- 宝海杯世界女子選手権戦 ベスト4 1995年
- 世界囲碁選手権富士通杯 1993年出場（○武宮正樹、×曺薫鉉）
- 日中囲碁交流#読売新聞日中囲碁交流
  - 1980年 5-2
  - 1989年 1-1（○青木喜久代、×小松英樹）
  - 1990年 5-2（×森山直棋、○山田和貴雄、○片山安雄、○森田道博、2-0 青木紳一、×大矢浩一）
  - 1991年 0-2（×中小野田智巳、×森山直棋）
- 日中スーパー囲碁
  - 1987年 1-1 （○小川誠子、×宮沢吾朗）
- 泰利特杯中韓女流囲碁対抗戦
  - 2000年 2-0（○趙惠連、○権孝珍）
  - 2001年 0-2（×趙惠連、×黄焔）

国内棋戦
- 新体育杯戦 3位 1983年
- 王位戦 準優勝 1987年
- 国手戦 5位 1987年
- 中環杯囲棋オープン戦（台湾棋戦） 準優勝 1998年
- 女子名人戦・浪潮杯女子名人戦 準優勝 1990、2001年
- 日立杯中国囲棋混双戦 準優勝 2002年（曹大元とペア）